# Chesterfield F.C.
Chesterfield Football Club er en engelsk fodboldklub fra byen Chesterfield i regionen East Midlands. Klubben spiller i landets fjerdebedste række, League Two, og har hjemmebane på stadionet SMH Group Stadium. Klubben blev grundlagt den 19. oktober 1867.

## Kendte spillere
- Gordon Banks
- Kevin Davies
- Thomas Hitzlsperger

## Danske spillere
- Ingen